# Corydalis harry-smithii
Corydalis harry-smithii är en vallmoväxtart som beskrevs av Lidén och Z. Y. Su. Corydalis harry-smithii ingår i släktet nunneörter, och familjen vallmoväxter. Inga underarter finns listade i Catalogue of Life.